# Abbazia di Notre-Dame de la Trappe
L'abbazia di Notre-Dame de la Trappe è un'abbazia fondata a Soligny-la-Trappe nel 1140 da Rotrudo III, conte del Perche, in memoria della sua defunta moglie Matilde, figlia naturale di Enrico I d'Inghilterra.

## Storia
Popolata in origine da monaci appartenenti all'ordine religioso di Savigny, che seguiva la regola benedettina, venne aggregata all'ordine cistercense nel 1147 ma dal 1527 venne sempre assegnata ad abati commendatari.
Nel 1664 l'abate Armand Jean Le Bouthillier de Rancé vi ristabilì numerose osservanze della regola cistercense originale e vi introdusse nuovi regolamenti particolarmente rigorosi (silenzio, lavoro manuale), dando così origine all'ordine dei Cistercensi della Stretta Osservanza, detti Trappisti dal nome dell'abbazia.
Soppressa con la Rivoluzione francese, un gruppo di monaci guidato da Agostino de Lestrange si rifugiò in Svizzera; dopo la Restaurazione (1815) lo stesso Restrange ridiede vita all'abbazia.
Il complesso venne ricostruito sotto l'abate Étienne Salasc e la chiesa abbaziale venne riconsacrata il 30 agosto 1895.

## Elenco degli abati
- 1146-1173 : Albolde
- 1173-1189 : Gervais-Lambert
- 1189-1236 : Adam
- 1236-1276 : Jean Ier Herbert
- 1276-1279 : Guillaume
- 1279-1297 : Robert Ier
- 1297-1310 : Nicolas Ier
- 1310-1317 : Richard Ier
- 1317-1346 : Robert II
- 1346-1347 : Michel Ier
- 1347-1376 : Martin Ier
- 1376-1382 : Richard II
- 1382-1458 : Jean-Olivier Parisy
- 1458-1476 : Robert III Lavolle
- 1476-1520 : Henri Hoart
- 1520-04/04/1527 : Robert IV Ravey
- 04/04-1527-05/04/1527 : Julien des Noës
- 05/04/1527-1538 : cardinal Jean II du Bellay
- 1538-21/01/1548 : Martin II Hennequin de Savières de Blines
- 21/01/1548-22/01/1548 : François Ier Rousserie
- 22/01/1548-1555 : Alexandre Goevrot
- 1555-1573 : Denis Ier de Brédevent
- 1573-15?? : Jean III Bartha
- 15??-1582 : Michel II de Seurre
- 1582-15?? : Jacques Ier Le Fendeur
- 15??-16?? : Denis II Hurault de Vibraye
- 16??-1635 : Nicolas II Bourgeois
- 1635-1636 : Antoine Séguier de Drancy
- 1636-1641 : Dominique Séguier d'Autry
- 1641-1656 : Victor Le Bouthillier de Chavigny
- 1656-1695 : François II Le Bouthillier de Rancé
- 1695-1696 : Armand-Jean Le Bouthillier de Rancé
- 1696-1698 : Zozime Ier Pierre Foisil
- 1698-1713 : François III Armand Gervaise
- 1713-1727 : Jacques II de La Court
- 1727-1734 : Isidore-Maximilien d'Ennetières
- 1734-1747 : François IV Auguste Gouche
- 1747-1766 : Zozime II Hurel
- 1766-1783 : Malachie Brun
- 1783-1790 : Pierre Olivier
- 1790-1815 : Soppressione
- 1815-1827 : Augustin de Lestrange
- 1827-1855 : Joseph-Pierre-Marie Hercelin
- 1855-1881 : Timothée Gruyer
- 1881-1892 : Etienne Ier Salasc
- 1892-1912 : Vacanza
- 1912-1924 : Bernard-François-Louis Chevalier
- 1924-1940 : Jean-Marie Clerc
- 1940-1944 : Raymond Praneuf
- 1944-1945 : Vacanza
- 1945-1949 : Etienne II Chenevière
- 1949-1965 : Eugène Delamare
- 1965-1975 : Gérard Ier Guérout
- 1975-1976 : Vacanza
- 1976-2003 : Gérard II Dubois
- 2003-attuale : Guerric Reitz-Séjotte